# 亚洲公路45号线
亚洲公路45号线（英語：Asian Highway 45），编号，是亚洲公路网系統中的一条全线均位于印度的道路。其线路全长约为2,030（1,260英里）。线路起点位于西孟加拉邦加尔各答的国道16号的交叉处，终点位于卡纳塔克邦班加罗尔的国道48号的交叉处。

## 线路
亚洲公路45号线主要经过城市有：布拉赫马普尔 - 布巴内什瓦尔 - 克塔克 - 贾贾普尔 - 巴德拉克 - 巴拉索尔 - 巴里帕达 - 哈尔普卡利亚 - 班加罗尔
亚洲公路45号线主要经过5个邦，包括西孟加拉邦、奥里萨邦、安得拉邦、泰米尔纳德邦和卡纳塔克邦。其中，西孟加拉邦路段全长161千米，奥里萨邦路段全长488千米，安得拉邦路段全长1024千米，泰米尔纳德邦路段全长45千米。

## 相接道路
亚洲公路45号线与亚洲公路1号线、亚洲公路43号线、亚洲公路46号线和亚洲公路47号线交汇。其中与1号线在加尔各答交汇；与43号线在班加罗尔至克里斯赫纳吉里段共线；与46号线在克勒格布尔附近交汇；与47号线在班加罗尔交汇。